# Joyanti Chutia
Joyanti Chutia, née le 1er août 1948 à Sivasagar en Inde, est une physicienne indienne spécialisée dans la physique des solides et la physique des plasmas.
Elle a été l'une des premières femmes à avoir dirigé des institutions scientifiques en Inde lorsqu'elle est devenue directrice de l'Institut d'études avancées en science et technologie à Guwahati, en Assam, qui est la première grande institution de recherche du nord-est de l'Inde,.
Elle est membre de la National Academy of Sciences. Elle est scientifique émérite au Département des sciences et technologies du gouvernement indien,,,.

## Biographie

### Jeunesse, formation, enseignement
Joyanti Chutia est née le 1er août 1948 à Sivasagar dans l'État d'Assam en Inde. Elle a été l'une des premières filles à prendre les mathématiques comme matière principale dans son école. Elle a ensuite étudié la physique à la Cotton University, dans l'Assam, où elle a obtenu un BSc en 1967.
Elle a continué à enseigner au Cotton College avant d'obtenir une maîtrise en physique à l'université de Dibrugarh en 1969. Par la suite, Chutia a enseigné comme maître de conférence, décidant finalement de poursuivre ses recherches avec un doctorat à l'université de Dibrugarh avec une bourse en 1976. Ses recherches se sont concentrées sur le mécanisme de conduction des films polymères minces et elle a obtenu son diplôme en 1981.

### Carrière
Après son doctorat, Chutia a poursuivi ses recherches à l'université de Dibrugarh pendant une autre année en tant que stagiaire postdoctorale au CSIR. Elle est entrée dans le domaine de la physique des plasmas au laboratoire de recherche physique d'Ahmedabad, puis elle a rejoint l'Institut de recherche sur les plasmas de Gandhinagar.
Elle est ensuite retournée à l'Institut d'études avancées en sciences et technologies en tant que membre du corps professoral et a créé le laboratoire de physique des plasmas.
Après avoir reçu une bourse attribuée par le gouvernement japonais en 1988 pour travailler au laboratoire de plasma de l'Institut des sciences spatiales et astronautiques de Tokyo, elle est devenue en 2005 directrice de l'Institut d'études avancées en science et technologie,,,,,.

### Recherches
La recherche de Joyanti Chutia se concentre sur la biomédecine, la science des matériaux et la biotechnologie.
Ses recherches ont conduit au développement d'un matériau de suture de plaie hautement durable et biodégradable en soie Muga,.